# Ken Mudford
Ken Mudford (17 aprile 1923 – 17 maggio 2004) è stato un pilota motociclistico neozelandese.

## Carriera
Le sue prime presenze nelle competizioni a carattere internazionale le si ritrova in occasione del Tourist Trophy dove nel 1951 non termina le gare a cui si era presentato alla guida di una AJS e nel 1952 non va oltre ad un ottavo posto nel Senior TT.
Per quanto il Motomondiale, risulta nelle classifiche iridate sono nella stagione 1953; più precisamente con due presenze, in classe 350 e in classe 500, nel solo Gran Premio motociclistico dell'Ulster.
Nella prima delle due classi ha peraltro ottenuto la vittoria, prima assoluta di un pilota neozelandese in un gran premio; la cosa l'ha fatto inoltre giungere al settimo posto nella classifica finale di quell'anno. Sempre nella 350, quell'anno in cui era stato chiamato dalla Norton a sostituire Ray Amm infortunatosi nel GP di Francia, aveva conquistato anche un terzo posto in occasione del Gran Premio motociclistico di Germania ma la gara di tale cilindrata, in questa specifica occasione, non era valida per il campionato mondiale

## Risultati nel motomondiale

### Classe 350
| 1953 | Classe | Moto         |   |   |   |    |   |   |   |   |    | Punti | Pos. |
| ---- | ------ | ------------ | - | - | - | -- | - | - | - | - | -- | ----- | ---- |
| 1953 | 350    | AJS e Norton | 7 | - | 7 | NE | - | 1 | - | 8 | NE | 8     | 7º   |

| Legenda | 1º posto        | 2º posto            | 3º posto            | A punti      | Senza punti        | Grassetto – Pole position Corsivo – Giro più veloce |
| Legenda | Gara non valida | Non qual./Non part. | Ritirato/Non class. | Squalificato | '-' Dato non disp. | Grassetto – Pole position Corsivo – Giro più veloce |

### Classe 500
| 1952 | Classe | Moto   |  |   |    |  |  |  |  |  |  | Punti | Pos. |
| ---- | ------ | ------ |  | - | -- |  |  |  |  |  |  | ----- | ---- |
| 1952 | 500    | Norton |  | 8 | 10 |  |  |  |  |  |  | 0     |      |

| 1953 | Classe | Moto   |     |     |    |    |  |   |  |  |     | Punti | Pos. |
| ---- | ------ | ------ | --- | --- | -- | -- |  | - |  |  | --- | ----- | ---- |
| 1953 | 500    | Norton | Rit | Rit | 14 | NE |  | 6 |  |  | Rit | 1     | 17º  |

| Legenda | 1º posto        | 2º posto            | 3º posto            | A punti      | Senza punti        | Grassetto – Pole position Corsivo – Giro più veloce |
| Legenda | Gara non valida | Non qual./Non part. | Ritirato/Non class. | Squalificato | '-' Dato non disp. | Grassetto – Pole position Corsivo – Giro più veloce |